# Mondvorderseite

Mondvorderseite

Im Zeitraffer wird die Libration sichtbar. Man achte z. B. auf den dunklen Fleck des Mare Crisium am rechten Rand leicht oberhalb der Mitte.

Als Mondvorderseite oder erdzugewandte Seite des Mondes wird der von der Erde aus sichtbare Teil der Mondoberfläche bezeichnet.
Infolge zweier Effekte der Libration (Neigung und Ellipsenform der Mondbahn) ist die zu einem bestimmten Zeitpunkt sichtbare Hemisphäre nicht immer genau die gleiche, so dass nach und nach etwa 59 % der Mondoberfläche von der Erde aus sichtbar werden. Die von der Erde aus meist nicht sichtbare Hälfte wird Mondrückseite genannt.
Die am Rand der Mondvorderseite gelegenen Strukturen sind nicht jederzeit beobachtbar, sondern nur bei bestimmten Kombinationen von Mondphase und Bahnposition. Sie erscheinen zudem stark verzerrt und sind daher schlecht erkennbar. Auch können durch weitere Einschläge eingeebnete oder erodierte Strukturen kaum ausgemacht werden, sodass einige durchaus große Krater erst auf von Raumsonden wie den Lunar Orbiters gelieferten Bildern deutlich erkennbar wurden.